# Młyn w Kłóbce
Młyn w Kłóbce – młyn wodny nad Lubienką odbudowany w 2023 r. na fundamentach historycznego młyna. Obiekt stanowi eksponat Kujawsko-Dobrzyńskiego Parku Etnograficznego w Kłóbce.

## Historia miejsca
Młyny wodne w tej lokalizacji istniały od czasów średniowiecza. Zachowały się zapisy z 1489 r. poświadczające istnienie młyna w Kłóbce. Na przestrzeni wieków przechodził liczne przebudowy i modernizacje wyposażenia. Był typowym młynem wiejskim, o niewielkich rozmiarach. Przed rozbudową był budynkiem jednokondygnacyjnym z piwnicą. Ostatni, drewniany budynek młyna został rozebrany w 1985 r.: zachował się  jedynie jaz wodny oraz fundamenty. W 2022 r. zapadła decyzja o rekonstrukcji obiektu.

## Obecny młyn
W 2023 r. ukończono rekonstrukcję młyna wodnego w Kłóbce i udostępniono obiekt dla turystów. Budynek został zrekonstruowany na dawnym, zachowanym podpiwniczeniu, z wykorzystaniem zachowanego jazu. Rekonstrukcja oparta jest na opisie budynku opisanego w 1821 r.: ma konstrukcję sumikowo-łąkową i dach dwuspadowy kryty dranicami. Jest wyposażony w koło wodne nasiębierne i kamienie młyńskie. Jest sprawny mechanicznie i pracuje na potrzeby edukacyjne i muzealne. Wnętrze młyna zostało zaaranżowane na okres międzywojenny.  